# Ernst Maempel
Ernst Benjamin Maempel (* 13. Oktober 1794 in Arnstadt; † 7. Februar 1863 ebenda) war Kaufmann in Arnstadt und Hamburg und Konsul für das Fürstentum Schwarzburg-Sondershausen in Hamburg.

## Leben
Ernst Maempel war das dritte Kind von Johann Christian August Maempel (1749–1799), einem Regierungsadvokaten, Stadtsyndikus und mehrfach regierenden Bürgermeister von Arnstadt, und seiner Ehefrau Friederike Ernestine Elisabeth geb. Schumann (1757–1838), Tochter des Bürgermeisters Johann Samuel Schumann. Ernst ging (ohne Abitur) in jungen Jahren nach Hamburg und wurde Kaufmann. Er heiratete am 4. Dezember 1823 in Hamburgs St. Petri Marie Johanna Dieckmann (* 21. Oktober 1798 in Hamburg, † 9. Dezember 1864 in Arnstadt), Tochter des Zimmermeisters Benedict Friedrich Dieckmann, und gründete eine Familie. Von Ende 1838 bis Ende 1850 fungierte er als Fürstlich Schwarzburg-Sondershäusischer Konsul in der freien Stadt.
Im Sommer 1849 kehrte Maempel mit seiner Familie nach Arnstadt zurück. Dort wohnten sie in der Zimmergasse neben Wilhelmine Charlotte Maempel geb. Hülsemann (1793–1858) und ihrer Familie. Sie war die Witwe von Ernsts Cousin Friedrich Maempel (1788–1840), Architekt und Eigentümer der Arnstädter Friedrichsmühle. Ihr ältester Sohn Bernhard (1816–1870) wurde Landrat von Sondershausen. Ihr jüngster Sohn Reinhold (1823–1879) trat in die Friedrichsmühle ein.
Ernst Maempel hatte mit seiner Frau sechs überlebende Kinder (alle in Hamburg geboren):
- Friederike Katharine Mathilde (* 25. Oktober 1824), verlobte sich schon in Hamburg im Januar 1847 mit Reinhold, dem Erben der Friedrichsmühle;[10] die Heirat war am 20. Januar 1848.
  - Der Sohn Robert (* 20. Januar 1849,[11] † 14. Juni 1905[12]) heiratete im April 1876 Emilie Maempel (* 19. März 1856), eine Enkelin des früheren Arnstädter Oberbürgermeisters Friedrich Emmerling.
- Emma Amalie Karoline (* 1. Juli 1825, † 29. Juli 1892) verlobte sich am 3. Mai 1853 mit dem verwitweten Sanitätsrat Dr. Christian Friedrich Günther Hartmann (1801–1892); Heirat am 31. August 1853.[13]
- Johanne († 18. Mai 1878 in Arnstadt).
- Helene Karoline (* 12. Februar 1835), heiratete am 24. Mai 1855 den Kaufmann Friedrich Wilhelm von Külmer (* 16. März 1826[14]).[15] Külmer führte dann mit seinem Schwiegervater die Arnstädter Filiale der Thüringischen Bank und gründete nach deren Liquidation im Juli 1878 zusammen mit Numa Czarnikow die Arnstädter Bank, v. Külmer, Czarnikow u. Companie.[16]
  - Der Sohn Johannes (Hans) August Wilhelm von Külmer (* 23. April 1856[17]) wurde Kaufmann und Kaiserlicher Konsul in Turin.
  - Der Sohn Ernst Georg Emanuel Oskar von Külmer (* 26. April 1862) wurde Kaufmann; er trat anstelle seines Vaters in die Arnstädter Bank ein, die 1909 in der Privatbank zu Gotha aufging.[18]
- Hermann (* 24. Oktober 1837), Landwirt, dann Inhaber einer Speditionsfirma, heiratete am 13. September 1869 Amalie Adolfine Hülsemann (* 30. November 1845 in Arnstadt,[19] † 20. September 1893 in Saalfeld), Tochter des späteren Arnstädter Kreisgerichtsdirektors Karl Hülsemann (1804–1892, jüngster Bruder von Charlotte Maempel geb. Hülsemann).
- Luise (* 13. Oktober 1841, † 1936 in Dresden), verlobte sich am 8. Juli 1863 mit dem Rechtsanwalt Bruno Huschke;[20] die Heirat war am 5. Oktober 1864.

Maempel wurde bei den Wahlen zum Landtag des Fürstentums 1853 (nach mehreren erfolglosen Wahlgängen) am 12. Oktober von den Höchstbesteuerten in Arnstadt zu ihrem Abgeordneten gewählt. Er nahm jedoch nur an den ersten 9 Landtagssitzungen teil und erklärte schon Ende Dezember seinen Rücktritt vom Mandat.
Als im Herbst 1855 die Thüringische Bank in Sondershausen gegründet wurde, wurde Maempel in den Verwaltungsrat berufen. Im Februar 1856 wurde er einer der drei „unbesoldeten Direktoren“ in der Bankleitung; er hatte den Vorstand in der Filiale in Arnstadt.
Maempel wirkte mit in einem Komitee, das sich ab Juli 1855 darum bemühte, ein Denkmal der Arnstädter Bürger für die verehrte Fürstin-Mutter Karoline († 11. Januar 1854) zu errichten. Bei der Einweihung am 7. September 1857 hielt er eine Ansprache im Namen des Komitees. Der Fürst drückte seinen Dank mündlich und schriftlich aus; Tage später wurde ihm als „dem Vorsitzenden des Denkmal-Comite’s“ das Schwarzburgische Ehrenkreuz III. Klasse verliehen (als einem der Ersten nach Stiftung des Ehrenzeichens im August des Jahres).
Ernst Maempel wurde vom Tod überrascht. Seine Ehefrau überlebte ihn um anderthalb Jahre.

## Nachweise
1. ↑  Todesanzeige und kirchenamtliche Angabe in Privilegirtes Arnstädtisches Regierungs-und Intelligenz-Blatt vom 28. April 1838, S. 83, bzw. vom 7. Juli, S. 136.
2. ↑  Zu Ernsts Eltern vgl. Bürgerbuch der Stadt Arnstadt 1753–1797. 2019. ISBN 9783937230344. S. 202 (Nr. 1136).
3. ↑  Fürstlich Schwarzb. Regierungs- und Intelligenz-Blatt vom 17. November 1838, S. 382, und 7. Dezember 1850, S. 518.
4. ↑  Anzeige in Privilegirtes Arnstädtisches Regierungs- und Intelligenz-Blatt vom 21. Juli 1849, S. 257.
5. ↑  Adressbuch von Arnstadt 1853, S. 52.
6. ↑  Ab Mitte 1850 wohnte dort auch der spätere Oberbürgermeister Julius Hülsemann, ein Sohn ihres ältesten Bruders, des Hofrats Heinrich Hülsemann (1783–1854). (Privilegirtes Arnstädtisches Regierungs- und Nachrichts-Blatt vom 15. Juni 1850, S. 197.)
7. ↑  Todes- und Geburtsangabe in Privilegirtes Arnstädtisches Regierungs- und Intelligenz-Blatt vom 14. November 1840, S. 199.
8. ↑  Chronik von Arnstadt S. 259.
9. ↑  Er war seit 1847 mit Lina Hülsemann, einer Schwester von Julius, verheiratet.
10. ↑  Verlobungsanzeige in Privilegirtes Arnstädtisches Regierungs- und Intelligenz-Blatt vom 30. Januar 1847, S. 38.
11. ↑  Geburtsangabe in Privilegirtes Arnstädtisches Regierungs- und Intelligenz-Blatt vom 28. Juli 1849, S. 267.
12. ↑  Nachricht in Der Deutsche. Sondershäuser Tageblatt 1905 Nr. 138.
13. ↑  Verlobungsanzeige und Heiratsangabe in Privilegirtes Arnstädtisches Regierungs- und Intelligenz-Blatt vom 7. Mai 1853, S. 156, bzw. 18. Februar 1854, S. 59.
14. ↑  Geburtsangabe in Arnstädtisches Regierungs- und Intelligenz-Blatt vom 20. Mai 1826, S. 93.
15. ↑  Heiratsangabe in Privilegirtes Arnstädtisches Regierungs- und Intelligenz-Blatt vom 21. Juli 1855, S. 258.
16. ↑  Regierungs- und Nachrichtsblatt für das Fürstenthum Schwarzburg-Sondershausen vom 13. Juli 1878, S. 331.
17. ↑  Geburtsangabe in Privilegirtes Arnstädtisches Regierungs- und Intelligenz-Blatt vom 12. Juli 1856, S. 253.
18. ↑  Wohnungs- und Geschäfts-Anzeiger der Stadt Arnstadt. 1897. Arnstadt o. J., S. 218; Adreß- und Geschäfts-Handbuch der Stadt Arnstadt und ihrer Umgebung. 1911. Arnstadt o. J., S. 216.
19. ↑  Geburtsangabe in Privilegirtes Arnstädtisches Regierungs- und Intelligenz-Blatt vom 21. Februar 1846, S. 55.
20. ↑  Verlobungsanzeige in Der Deutsche. Sondershäuser Zeitung 1863 Nr. 83.
21. ↑  Privilegirtes Arnstädtisches Regierungs- und Intelligenz-Blatt vom 1. Oktober, S. 346, und Fürstlich Schwarzb. Regierungs- und Intelligenz-Blatt vom 22. Oktober, S. 463.
22. ↑  Verhandlungen des 4. ordentlichen Landtags, S. 61.
23. ↑  Fürstlich Schwarzb. Regierungs- und Intelligenz-Blatt vom 6. Oktober 1855, S. 471.
24. ↑  Fürstlich Schwarzb. Regierungs- und Intelligenz-Blatt vom 8. Dezember 1855, S. 558.
25. ↑  Fürstlich Schwarzb. Regierungs- und Intelligenz-Blatt vom 16. Februar 1856, S. 74 und Der Deutsche vom 20. September 1862, S. 889.
26. ↑  Privilegirtes Arnstädtisches Regierungs- und Intelligenz-Blatt vom 29. März 1856, S. 116; auch Der Deutsche vom 11. September 1862, S. 859 (Handelsregister) und vom 3. März 1863, S. 211 (Nachfolgeregelung).
27. ↑  Anzeige in Privilegirtes Arnstädtisches Regierungs- und Intelligenz-Blatt vom 30. Juni 1855, S. 232.
28. ↑  Das Denkmal wurde 1984 demontiert und 2000 auf dem Schlossplatz neu errichtet.
29. ↑  Der Deutsche. Politische Zeitung für Stadt und Land Nr. 109 vom 10. September 1857, S. 860f.
30. ↑  Privilegirtes Arnstädtisches Regierungs- und Intelligenz-Blatt vom 19. September 1857, S. 354f.
31. ↑  Fürstlich Schwarzb. Regierungs- und Intelligenz-Blatt vom 19. September 1857, S. 467.
32. ↑  Todesanzeige in Der Deutsche 1863 Nr. 19.
33. ↑  Todesanzeige in Der Deutsche 1864 Nr. 151.
34. ↑  mit falschen Angaben zum Konsulat auf S. 227.

| Personendaten    | Personendaten                                                            |
| ---------------- | ------------------------------------------------------------------------ |
| NAME             | Maempel, Ernst                                                           |
| ALTERNATIVNAMEN  | Maempel, Ernst Benjamin (vollständiger Name)                             |
| KURZBESCHREIBUNG | deutscher Kaufmann und Politiker im Fürstentum Schwarzburg-Sondershausen |
| GEBURTSDATUM     | 13. Oktober 1794                                                         |
| GEBURTSORT       | Arnstadt                                                                 |
| STERBEDATUM      | 7. Februar 1863                                                          |
| STERBEORT        | Arnstadt                                                                 |